# Medalmbom
Medalmbom est un village de la région du Centre du Cameroun. Il est localisé dans l'arrondissement (commune) de Minta, département de la Haute-Sanaga. On y accède par la piste rurale qui lie Minta à Mengue I.

## Population et société
En 1963, la population de Medalmbom était de 225 habitants. Medalmbom comptait 179 habitants lors du dernier recensement de 2005. La population est constituée pour l’essentiel de Bamvele.